# محسن میرزایی
محسن میرزایی (۱۴۰۱–۱۳۱۱)روزنامه‌نگار و تاریخ‌نگار ایرانی بود. وی از دانش‌آموختگان اولین دوره روزنامه‌نگاری در سال ۱۳۳۵ است که در همان سال از دانشسرای عالی موفق به اخذ مدرک لیسانس در رشته زبان و ادبیات فارسی نیز شد. کتاب‌های «تاریخچه بریگاد و دیویزیون قزاق» و «تاریخ افشاریه» از آثار اوست.

## زندگی‌نامه
محسن میرزایی، روزنامه‌نگار و تاریخ‌نگار ایرانی در سال ۱۳۱۱ هجری شمسی در زنجان به دنیا آمد. محسن میرزایی از دانش‌آموختگان اولین دوره روزنامه‌نگاری در سال ۱۳۳۵ است که در همان سال از دانشسرای عالی موفق به اخذ مدرک لیسانس در رشته زبان و ادبیات فارسی نیز شد. همچنین میرزایی در واشینگتن در رشته‌های مرتبط با حوزه تبلیغات نیز تحصیل کرده‌است. وی همکاری با آژانس تبلیغاتی فاکوپا را از سال ۱۳۳۷ آغاز کرده‌است. به اعتقاد این پیشکسوت صنعت تبلیغات در ایران، «فاکوپا» اولین کمپین واقعی تبلیغاتی به معنای علمی آن را در سال ۳۶–۱۳۳۵ برای روغن نباتی شاه‌پسند اجرا کرده‌است. میرزایی علاوه بر فاکوپا، با کانون آگهی زیبا از پایدارترین و بزرگ‌ترین آژانس‌های تبلیغاتی ایران نیز همکاری داشته‌است.
این روزنامه‌نگار و تاریخ‌نگار که روزنامه‌نگاری را با روزنامه اطلاعات آغاز کرد، از سال ۱۳۳۵ وارد حرفه روزنامه‌نگاری شده و بیشتر در حوزه تولید و نشر گزارش‌های تاریخ سیاسی ایران با مطبوعات همکاری دارد. او هم‌چنین از پیشگامانِ تبلیغات مطبوعاتی در ایران بود. بسیاری از روزنامه نگاران مطرح ایران و اساتید علوم ارتباطات و تبلیغات از شاگردان این پیشکسوت مطبوعات هستند.

## آثار و مقالات
- انتشار اسناد بازیافته مشروطیت ایران در مجموعه «۲۸ هزار روز تاریخ ایران و جهان» - روزنامه اطلاعات، سال ۱۳۵۲
- مجموعه دو جلدی «قرن بیستم» - روزنامه ایران، سال ۱۳۷۳
- رویدادهای سیاسی خاورمیانه؛ از سقوط امپراطوری عثمانی تا امروز - انتشارات ایران، ۱۳۹۲
- مجموعه دو جلدی «تاریخچه بریگاد و دیویزیون قزاق (از کلنل دومانتویچ تا رضاخان میرپنج سوادکوهی)»
- مجموعه چهار جلدی روزنامه خاطرات غلامعلی خان عزیزالسلطان ملیجک
- مجموعه ۶ جلدی ۲۳۰ سال تبلیغات بازرگانی در مطبوعات فارسی‌زبان[۱۴]

## درگذشت
محسن میرزایی، روزنامه‌نگار و تاریخ‌نگار مطبوعاتی ۲۲ خرداد ۱۴۰۱ در سن ۹۰ سالگی درگذشت و پیکر او در قطعه نام‌آوران بهشت زهرا به خاک سپرده شد.